# BePink/Saison 2013
Dieser Artikel listet den Kader und die Erfolge des Radsportteams Be Pink in der Saison 2013 auf.

## Team
| Name                   | Geburtsdatum       | Nationalität |
| ---------------------- | ------------------ | ------------ |
| Alice Algisi           | 10. März 1993      | Italien      |
| Alena Amjaljussik      | 6. Februar 1989    | Belarus      |
| Noemi Cantele          | 17. Juli 1981      | Italien      |
| Giulia Donato          | 26. September 1992 | Italien      |
| Chiara Favaron Bissoli | 16. September 1992 | Italien      |
| Simona Frapporti       | 14. Juli 1988      | Italien      |
| Dalia Muccioli         | 22. Mai 1993       | Italien      |
| Ilaria Sanguineti      | 15. April 1994     | Italien      |
| Doris Schweizer        | 28. August 1989    | Schweiz      |
| Silvia Valsecchi       | 19. Juli 1982      | Italien      |
| Małgorzata Wojtyra     | 21. September 1989 | Polen        |
| Petra Zrimsek          | 19. Mai 1988       | Slowenien    |

## Erfolge
Die Mannschaft schloss die UCI-Weltrangliste auf Rang neun und den UCI-Weltcup 2013 auf Rang 13 ab.
| Datum  | Rennen                                               | Kat. | Siegerin              |
| ------ | ---------------------------------------------------- | ---- | --------------------- |
| 27.02. | Grand Prix de Oriente                                | 1.2  | Noemi Cantele         |
| 28.02. | 1. Etappe Vuelta Ciclista Femenina a el Salvador     | 2.1  | Noemi Cantele         |
| 01.03. | 2. Etappe Vuelta Ciclista Femenina a el Salvador     | 2.1  | Mannschaftszeitfahren |
| 02.03. | 4. Etappe Vuelta Ciclista Femenina a el Salvador     | 2.1  | Noemi Cantele         |
| 05.03. | Gesamtwertung Vuelta Ciclista Femenina a el Salvador | 2.1  | Noemi Cantele         |
| 08.03. | Grand Prix El Salvador                               | 1.2  | Silvia Valsecchi      |
| 15.06. | 1. Etappe Teil a Giro del Trentino Alto Adige        | 2.1  | Doris Schweizer       |
| 15.06. | 1. Etappe Teil b Giro del Trentino Alto Adige        | 2.1  | Dalia Muccioli        |
| 22.06. | Nationalmeisterschaft, Straße, Elite, Schweiz        | CN   | Doris Schweizer       |
| 23.06. | Nationalmeisterschaft, Straße, Elite, Weißrussland   | CN   | Alena Amjaljussik     |
| 23.06. | Nationalmeisterschaft, Straße, Elite, Italien        | CN   | Dalia Muccioli        |